# Team Liquid
Team Liquid（简称TL、Liquid，中文：液体）是一家总部位于荷兰的多地区职业电子竞技俱乐部，成立于2000年。在《星际争霸2：自由之翼》发布之时，Team Liquid签下了他们的第一批职业队员。
2012年，Team Liquid招募了一支北美Dota 2战队，标志着他们首次涉足了多类型战队管理。2015年1月，Team Liquid正式与Team Curse合并，新战队继承了Team Liquid之名，同时带来了史蒂文·阿兰塞特（Steve Arhancet），以及前Team Curse在英雄联盟、街头霸王和任天堂明星大乱斗的分部。2017年，Team Liquid在欧洲的Dota 2分部赢得了Dota 2国际邀请赛的冠军，2017年的TI也是为当时奖金最多(冠军奖金为10,862,683美元)的电子竞技比赛。Team Liquid英雄联盟分部赢得了四个LCS冠军（2018春季赛、夏季赛；2019春季赛、夏季赛）。

## 战队历史
Team Liquid的官方网站由维克托·古森斯（Victor Goossens）（ID：Nazgul）和乔伊·霍赫芬（Joy Hoogeveen）（ID：Meat）在2001年5月1日发布，域名为teamliquid.cjb.net。2002年9月22日，网站移至teamliquid.net。一天后，战队发布了一个投票来选择官网的地址，最终teamliquid.net获得了采纳，战胜了例如likwit.com等的其他建议。2019年4月5日，官方宣布战队网站将移至tl.net域，而teamliquid.net将成为teamliquid.com的一个别名。
尽管Team Liquid最初被称为星际争霸新闻网站，但论坛上还有许多讨论其他游戏的专区。 在2012年8月30日，官方宣布Team Liquid将扩展到将Dota 2，同时作为其主要报道游戏之一。 2012年12月8日，Liquid宣布招募了北美的Dota 2团队，这是他们第一次扩大电子竞技的业务范围。
2015年1月6日，史蒂文·阿兰塞特（Steven Arhancet）（ID：LiQuiD112）加入到古森斯团队，作为Team Liquid的共同所有人。他们正式宣布Team liquid与Team Curse合并，新战队保留Team Liquid的名字。
2016年9月27日，Team Liquid将其控股权出售给投资集团aXiomatic Gaming，包括NBA球队金州勇士的共同所有者彼得·古贝尔（Peter Guber），企业家泰德·莱昂西斯（Ted Leonsis），励志演讲者托尼·罗宾斯（Tony Robbins），篮球名人堂魔术师约翰逊和AOL联合创始人史蒂夫·凯斯（Steve Case）。
2017年12月16日，Team Liquid宣布光环5：守护者分部停止运营。

## 所有权
aXiomatic是一家娱乐体育管理公司。投资者包括商界的彼得·古贝尔（Peter Guber），托尼·罗宾斯（Tony Robbins）；运动界魔术师约翰逊（Magic Johnson），泰德·莱昂西斯（Ted Leonsis）；以及科技界史蒂夫·凯斯（Steve Case），埃里克·莱夫科夫斯基（Eric Lefkofsky）。首席执行官是布鲁斯·斯坦（Bruce Stein），他是美泰玩具、索尼互动娱乐和肯纳产品（Hasbro）的前首席执行官兼首席运营官。2016年9月27日，aXiomatic宣布收购了Team Liquid的控股权。
其他投资者包括道奇汽车高管朗·罗森（Lon Rosen）和塔克·卡因（Tucker Kain），勇士高管里克·威尔茨（Rick Welts）和柯克·拉科布（Kirk Lacob），勒纳企业（Lerner Enterprises）的华盛顿区老板，芝加哥小熊业务运营总裁克兰·肯尼（Crane Kenney），Revolution联合创始人兼Revolution Growth管理合伙人唐·戴维斯（Donn Davis），Monumental Sports Network副总裁兼总经理扎克·莱昂西斯（Zach Leonsis），Kastle Systems主席、Capitol Acquisition Corp首席执行官、Washington Kastles创始人和所有者马克·艾因（Mark Ein），以及前NFL球员达尼·琼斯（Dhani Jones）。
有消息称，在收购后，古森斯和阿兰塞特将继续担任Team Liquid的联合首席执行官。

## 网站

### 主网站
- TL.net - 最初使用于Team Liquid，TL.net主要提供星际争霸2的报道，但也有一些关于星际争霸：母巢之战、反恐精英：全球攻势、风暴英雄、任天堂明星大乱斗X的报道。随着星际争霸2的推出，TL.net已经发展成为互联网上最大的星际争霸社区，拥有超过22万的活跃会员和超过2400万的帖子数量。网站在纽约市的办公室雇佣了四名全职员工来进行工作。[16]
- TeamLiquid.com - 专注于Team Liquid电子竞技俱乐部报道的网站。
- Liquipedia.net - 一个由志愿者运营的Wiki，涵盖了各种电子竞技项目，从星际争霸：母巢之战开始，后来扩展到星际争霸2、Dota 2、炉石传说、反恐精英、守望先锋、火箭联盟和英雄联盟等电竞项目。[17]

## 比赛和活动
除了管理社区网站和团队之外，Team Liquid还举办各种比赛和活动。

### Team Liquid Starleague
- Team Liquid Starleague（简称TSL）的两次迭代是世界上最大的“外国”（非韩国）星际争霸：母巢之战锦标赛。[來源請求]2008年，第一届TSL由雷蛇赞助并备受期待，因为当时它拥有全世界最顶尖的母巢之战玩家。一年后，TSL 2凭借其超过20000美元的总奖金荣登榜首，至今仍是规模最大的非韩国母巢之战锦标赛。
- 随着星际争霸2的发行，Team Liquid宣布举办第三届TSL，由PokerStrategy.com再次赞助，总奖金高达34700美元。[18]比赛在2011年3月至5月举行。2012年4月25日，TSL4成功举行。

### Team Liquid StarCraft II Open
- TL Opens是在欧洲和北美洲战队服务器之间交替进行的为期一天的开放式单淘汰赛。第八届TL Open也是第三届TSL的资格赛。

### Team Liquid Legacy Starleague
- 2013年1月1日，Team Liquid宣布将为星际争霸：母巢之战的“外国”玩家举办一系列线上比赛。[19]

### 社区活动
- TL Attack：一档模仿韩国“Bnet Attack”的节目，由一名职业选手在与主持人聊天时与非职业选手玩游戏。
- Liquibition：在Bo7模式下进行的一家之主。
- TL Arena：一位职业选手将与低等级对手相匹配。每赢一场，他就增加一个限制比赛选择的障碍，直到游戏失败或者击败了一定数量的对手。

## 电竞团队
游戏团队“Liquid”是由维克托·古森斯（Victor Goossens）（ID：Nazgul）在2000年底决定离开以前的团队后成立的。Liquid在最初的几个月里只有四位成员，在接下来的一年里发展到了八位成员。Liquid的成员是由古森斯根据个性和天赋精心挑选出来的。
随着星际争霸2的到来，Team Liquid宣布计划成为一个活跃的职业游戏战队。不久之后，小应用工厂宣布赞助Team Liquid成为职业战队。这样Team Liquid可以向他们的队员支付工资，并将战队派遣到世界各地的比赛中。他们获得了一个专门的新闻网站www.teamliquidpro.com，该网站于2011年5月10日正式发布。
2012年8月13日，三名队员前往韩国，参加GOMTV举办的星际争霸职业联赛（GSL）的比赛，他们住在OGS训练馆。在进入预赛的三名队员中，只有达里奥·温斯（Dario Wünsch）（ID：TLO）获得了前两项GSL赛事的资格。分别在第二轮和第一轮被淘汰出局。
第三届GSL是Team Liquid迄今为止成绩最好的一届比赛。三名队员海德尔·侯赛因（Hayder Hussein）（ID：Haypro）、乔斯·德·克龙（Jos de Kroon）（ID：Ret）以及乔纳森·沃尔什（Jonathan Walsh）（ID：Jinro）都获得了正赛的资格。侯赛因在第一轮失利，德·克龙在第二轮失利，沃尔什进入了半决赛，在半决赛中以0-4输给了最终的冠军张民哲（Jang Min-Chul）（ID：MC）。
2012年，在GSL第二季的比赛中，队员宋贤德（Song Hyeon Deok）（ID：HerO）和徐云英（Yun Young Seo）（ID：TaeJa）进入了Code S赛的第8轮，TaeJa被淘汰，而HerO晋级到了最终的半决赛。
2014年3月，Team Liquid宣布，已经招募了两名传奇的任天堂明星大乱斗DX队员：被称为“King of Smash”的选手Ken和第一个击败“神”Mew2King的选手KoreanDJ，从而组建了自己的队伍。在和Curse Gaming合并后，战队还签下了被认为是五大乱斗之神之一的Hungrybox以及在Ken巅峰时期击败他的第一个玩家Chillin。2015年8月11日，战队签下任天堂明星大乱斗3DS/Wii U的顶级玩家Nairo，Nairo是唯一一个在比赛中击败ZeRo的玩家，结束了ZeRo在MLG世界总决赛中55连胜的纪录。
2015年9月28日，Team Liquid宣布KoreanDJ由于手部和手腕的持续疼痛退役。

### 与Curse Gaming合并
2015年1月6日，Team Liquid继承了Team Curse的英雄联盟大名单，队员为Quas、IWillDominate、Voyboy、Cop以及Xpecial。战队以10胜9负的战绩获得了LCS春季常规赛第6名。在第5周和第6周，Piglet被替补出场，并被KEITHMCBRIEF选为首发阵容来提高他们的排名。在季后赛中，他们先以3比0的成绩击败了Counter Logic Gaming，后以2比3不敌Cloud9，以季军的成绩结束了本赛季。
在与Curse合并一周后，Team Liquid宣布收购了一家名为“Denial eSports”的反恐精英：全球攻势俱乐部。
2015年1月24日，HTC宣布成为Team Liquid的官方赞助商。
2015年9月28日，Team Liquid和Piglet分道扬镳，此前，在KoreanDJ退役几小时后，有消息称Team Liquid又一次申办英雄联盟全球总决赛失败。然而，这显然是一个虚假的新闻，就在几个小时后，Team Liquid在Instagram上宣布，Piglet已经续约至2016年11月。
2015年10月9日，Team Liquid宣布，在离开竞争激烈的DotA舞台多年后，Liquid将再次派出DotA团队。他们签下名为“5JungZ”的战队，新的Liquid Dota将由新老欧洲天才队员组成。

### 战队管理
维克托·古森斯（Victor Goossens）（ID：Nazgul）是Team Liquid的创始成员，现在是共同所有者和联合首席执行官。Nazgul最初参加星际争霸：母巢战争的比赛，后来组建了Team Liquid。
史蒂文·阿兰塞特（Steve Arhancet）（ID：LiQuiD112）在Team Liquid与Team Curse合并时加入战队。自合并以来，史蒂文一直担任共同所有者和共同首席执行官的角色，并主要管理英雄联盟分部。

### 战队成员
| 游戏               | 国籍     | 姓名                           | ID              | 位置        |
| ------------------ | -------- | ------------------------------ | --------------- | ----------- |
| Apex英雄           | 美国     | Brenden Marino                 | Casper          | 队员        |
| Apex英雄           | 美国     | Gage Meyer                     | Caliburn        | 队员        |
| Apex英雄           | 美国     | Thomas Cook                    | Flanker         | 队员        |
| Apex英雄           | 瑞典     | Lucas Håkansson                | Mendokusaii     | 队员        |
| Apex英雄           | 加拿大   | Justin Kellar                  | Kellar          | 队员        |
| Apex英雄           | 美国     | Kevin Nguyen                   | Wonderfuls      | 队员        |
| Apex英雄           | 美国     | Brandon Singer                 | oh Nocturnal    | 队员        |
| Apex英雄           | 美国     | Mad_Ruski                      | Mad_Ruski       | 教练        |
| 石器牌             | 美国     | George Maganzini               | Hyped           | 队员        |
| 部落冲突：皇室战争 | 荷兰     | Frank Oskam                    | Surgical Goblin | 队员        |
| 部落冲突：皇室战争 | 墨西哥   | Diego Becerra                  | DiegoB          | 队员        |
| 部落冲突：皇室战争 | 西班牙   | Cristian Hernández             | KaNaRiOoo       | 队员        |
| 部落冲突：皇室战争 | 俄罗斯   | Egor Akhmetzianov              | Egor            | 队员        |
| 部落冲突：皇室战争 | 委內瑞拉 | Jorge Ramón Melo Moreno        | LichPenta       | 队员        |
| 部落冲突：皇室战争 | 墨西哥   | Félix Fernando Corona Delgado  | FelixElGrande   | 队员        |
| 部落冲突：皇室战争 | 美国     | Dennis Li                      | UltimateHunter  | 队员        |
| 反恐精英           | 波兰     | Roland Tomkowiak               | ultimate        | Awper       |
| 反恐精英           | 澳大利亚 | Justin Savage                  | jks             |             |
| 反恐精英           | 加拿大   | Russel Van Dulken              | Twistzz         |             |
| 反恐精英           | 加拿大   | Keith Markovic                 | NAF             |             |
| 反恐精英           | 拉脫維亞 | Mareks Gaļinskis               | YEKINDAR        |             |
| 反恐精英           | 丹麦     | Torbjørn Nyborg                | mithR           | 教练        |
| Dota 2             | 瑞典     | Michael Vu                     | miCKe           | 1号位       |
| Dota 2             | 德国     | Maximilian Bröcker             | qojqva          | 2号位       |
| Dota 2             | 瑞典     | Tommy Le                       | Taiga           | 3号位       |
| Dota 2             | 挪威     | Samuel Svahn                   | Boxi            | 4号位       |
| Dota 2             | 瑞典     | Aydin Sarkohi                  | iNSaNiA         | 5号位       |
| Dota 2             | 美国     | William Lee                    | Blitz           | 教练        |
| 堡垒之夜           | 美国     | Thomas Mulligan                | 72hrs           | 选手        |
| 堡垒之夜           | 美国     | Jake Brumleve                  | POACH           | 选手        |
| 堡垒之夜           | 美国     | Ryan Chaplo                    | Chap            | 选手        |
| 堡垒之夜           | 美国     | Noah Wright                    | Vivid           | 选手        |
| 堡垒之夜           | 美国     | River Handley                  | Riversan        | 选手        |
| 堡垒之夜           | 美国     | Adam Crawford                  | Strafesh0t      | 不活跃      |
| 炉石传说           | 芬兰     | Janne Mikkonen                 | Savjz           | 选手        |
| 炉石传说           | 法國     | Bertrand Grospellier           | ElkY            | 选手        |
| 炉石传说           | 美国     | David Caero                    | Dog             | 选手        |
| 炉石传说           | 瑞典     | Jeffrey Brusi                  | SjoW            | 选手        |
| 炉石传说           | 美国     | Frank Zhang                    | Fr0zen          | 选手        |
| 英雄联盟           | 大韩民国 | Jeong Eon-yeong                | Impact          | 上单        |
| 英雄联盟           | 丹麦     | Mads Brock-Pedersen            | Broxah          | 打野        |
| 英雄联盟           | 丹麦     | Nicolaj Jensen                 | Jensen          | 中单        |
| 英雄联盟           | 美国     | Yiliang Peng                   | Doublelift      | ADC         |
| 英雄联盟           | 大韩民国 | Jo Yong-in                     | CoreJJ          | 辅助        |
| 英雄联盟           | 大韩民国 | Jang Nu-ri                     | Cain            | 主教练      |
| 英雄联盟           | 大韩民国 | Kang Jun-hyeok                 | Dodo            | 助理教练    |
| 绝地求生           | 丹麦     | Nikolaj Haugaard Madsen        | clib            | 突击手      |
| 绝地求生           | 英国     | Alex Gouge                     | vard            | 突击手      |
| 绝地求生           | 挪威     | Jim Gunnar Eliassen            | Jeemzz          | 队长/狙击手 |
| 绝地求生           | 芬兰     | Anssi Pekkonen                 | Mxey            | 突击手      |
| 雷神之锤：冠军     | 美国     | Tim Fogarty                    | DaHanG          | 选手        |
| 雷神之锤：冠军     | 美国     | Shane Hendrixson               | rapha           | 选手        |
| 星际争霸2          | 荷兰     | Marc Schlappi                  | uThermal        | 选手        |
| 星际争霸2          | 荷兰     | Kevin de Koning                | Harstem         | 选手        |
| 星际争霸2          | 巴西     | Diego Schwimer                 | Kelazhur        | 选手        |
| 星际争霸2          | 波兰     | Grzegorz Komincz               | MaNA            | 选手        |
| 星际争霸2          | 法國     | Clément Desplanches            | Clem            | 选手        |
| 街头霸王           | 日本     | Naoki Nemoto                   | Nemo            | 选手        |
| 街头霸王           | 日本     | Ryota Takeuchi                 | John Takeuchi   | 选手        |
| 任天堂明星大乱斗   | 美国     | Kashan Khan                    | Chillindude     | 选手        |
| 任天堂明星大乱斗   | 美国     | Samuel Buzby                   | Dabuz           | 选手        |
| 任天堂明星大乱斗   | 美国     | Juan Debiedma                  | Hungrybox       | 选手        |
| 任天堂明星大乱斗   | 美国     | Ken Hoang                      | Ken             | 选手        |
| 任天堂明星大乱斗   | 美国     | Daniel Rodriguez               | ChuDat          | 选手        |
| 任天堂明星大乱斗   | 美国     | Luis Rosias                    | Crunch          | 教练        |
| 铁拳               | 日本     | Genki Kumisaka                 | Gen             | 选手        |
| 彩虹六号：围攻     | 巴西     | Thiago Dos Reis Castro Silva   | xS3xyCake       | 队长/自由位 |
| 彩虹六号：围攻     | 巴西     | André De Jesus Oliveira        | Neskwga         | 突破位      |
| 彩虹六号：围攻     | 巴西     | Luccas Molina                  | Paluh           | 突破位      |
| 彩虹六号：围攻     | 巴西     | Paulo Augusto Arneiro Lourenço | psk1            | 自由位/辅助 |
| 彩虹六号：围攻     | 巴西     | João Deam                      | HSnamuringa     | 辅助位      |
| 彩虹六号：围攻     | 巴西     | Adenauer Alvarenga             | Silence         | 助理教练    |
| 彩虹六号：围攻     | 巴西     | André Kaneyasu                 | Sensi           | 教练        |

来源：

## Alienware训练基地
2017年，Team Liquid在洛杉矶完成了Alienware训练基地的建设，该基地旨在作为Team Liquid的CS:GO和英雄联盟分部以及电子竞技总部的培训场地。该基地也容纳了一些非玩家，如所有者史蒂文·阿兰塞特（Steve Arhancet）（ID：LiQuiD112）以及为Team Liquid内部制作的1UP工作室，这样Team Liquid的所有部门便可以一起工作。Team Liquid的赞助商Alienware向训练基地提供了所有电脑。